# 력사과학
력사과학(표준어: 역사과학)은 조선민주주의인민공화국에서 발행되고 있는 역사학에 관한 정기간행물, 학술지이다.

## 설립 과정
북조선은 1948년 9월 2일 정부 수립 이후 교육성 산하에 백남운을 위원장으로 하는 조선력사편찬위원회를 설립하여 역사서를 편찬하도록 했다. 이 위원회는 1952년 발전적으로 해체되어 조선력사연구소로 바뀌었는데, 같은 해 10월 조선과학원이 설립되면서 명칭이 력사연구소로 바뀌어 그 산하에 편입되었다.한편 조선과학원은 1964년 2월 사회과학 부문이 조선사회과학원으로 분리되어 나갔다. 이후 력사연구소도 이 조선사회과학원 산하에 두게 되었다. 력사과학은 이 력사연구소에서 1955년부터 간행되기 시작하여 1967년까지 간행되다가 정간(停刊)되었고 1970년대 후반에 복간되어 오늘날에 이르고 있다.

## 체제
체제는 과제와 진로를 설정하는 권두언, 토론 주제에 관한 논문인 토론논문 및 토론개요, 학계의 동향을 전하는 학계소식, 간행된 책에 대한 합평회나 서평, 그 외에 각종 강좌나 자료 등으로 구성되어 있다.